# Дом Вендорфа
Дом Вендо́рфа — историческое здание начала XIX века в Минске, памятник архитектуры (номер 711Е000001). Расположен по адресу: Революционная улица, дом 10.

## История
Каменный дом построен в начале XIX века на подвале, сохранившемся с XVIII века. Облик здания сформировался к середине XIX века. Дом был повреждён большим городским пожаром 1881 года, после чего тогдашний владелец дворянин Адольф Осипович Вендорф восстановил здание в прежнем виде. По состоянию на 1910 год, на цокольном этаже находились слесарная мастерская и завод "сельтерской воды", а также склад фруктов, мануфактурный магазин и переплётная мастерская. Остальные помещения были жилыми. После 1920 года дом был национализирован, помещения переобороудованы под коммунальные квартиры. В годы Великой Отечественной войны дом не пострадал. За время послевоенных ремонтов декор фасадов частично утрачен. Во второй половине XX века дом занимали разные учреждения. С 2010 года в здании находится Музей истории города Минска.

## Архитектура
Здание оформлено в стиле классицизма. Здание в плане четырёхугольное. Основной объём простирается в глубину двора, его крыша двускатная. Фасад членится между этажами плоской тягой и венчается треугольным фронтоном с сухариками. По бокам здания размещены лопатки, которые на первом этаже рустованы. Оконные проёмы прямоугольные, без наличников (первоначальные прямые наличники второго этажа с замковыми камнями утрачены).